# اندیس علم کندی
علم کندی یک اندیس فلزی است که در حوالی شهر تخت سلیمان استان آذربایجان غربی قرار دارد و مادهٔ معدنی موجود در آن، سرب و روی است.سنگ میزبان این اندیس سنگ آهک است  